# 1336
1336 (MCCCXXXVI) fue un año bisiesto comenzado en lunes del calendario juliano.

## Acontecimientos
- 25 de febrero: en el castillo de Pilenai, a orillas del río Niemen, 90 km al oeste de Vilna (Lituania) cuatro mil habitantes del castillo (hombres, mujeres y niños civiles) se suicidan en masa para no ser violados y asesinados por la orden católica de los Caballeros Teutónicos.
- En Aragón (península ibérica) se realiza la coronación de Pedro IV el Ceremonioso. Subió al trono tras la defunción de su padre, Alfonso IV el Benigno.
- Batalla de Villanueva de Barcarrota. El ejército portugués es derrotado por las tropas del reino de Castilla.
- En el norte de la India, los hermanos Harihara I y Bukka Raya I fundan el Imperio viyaianagara.

## Nacimientos
- 10 de abril - Tamerlán (Timur Lang o Timur el Cojo), conquistador mongol, en el actual Uzbekistán.

## Fallecimientos
- Alfonso IV el Benigno, rey de Aragón. Fue hijo de Jaime II el Justo.